# Championnat d'Allemagne féminin de football 2011-2012
Navigation
Édition précédente Édition suivante
La Frauen-Bundesliga 2011-2012 est la 39e édition du championnat d'Allemagne féminin de football.
Le premier niveau du championnat féminin oppose douze clubs allemands en une série de vingt-deux rencontres jouées durant la saison de football. La compétition débute le 21 août 2011 et s'achève le 28 mai 2012.
Les deux premières places du championnat sont qualificatives pour la Ligue des champions féminine de l'UEFA alors que les deux dernières places sont synonymes de relégation en 2. Frauen-Bundesliga.
Lors de l'exercice précédent, le SC Fribourg et le FC Lokomotive Leipzig ont gagné le droit d'évoluer dans cette compétition après avoir fini premiers de leurs groupes respectifs de 2. Frauen-Bundesliga.
Le FFC Turbine Potsdam et le FFC Francfort, respectivement champion et vice-champion en 2011, sont quant à eux, les représentants allemands en Ligue des champions féminine de l'UEFA 2011-2012.
À l'issue de la saison, le FFC Turbine Potsdam décroche le sixième titre de champion d'Allemagne de son histoire. Dans le bas du classement, le Hambourg SV et le FC Lokomotive Leipzig, sont relégués.
| \| SC Bad Neuenahr Bayer Leverkusen Bayern Munich FCR Duisbourg SG Essen-Schönebeck FFC Francfort SC Fribourg Hambourg SV FF USV Iéna FC Lokomotive Leipzig FFC Turbine Potsdam VfL Wolfsbourg \| Localisation des clubs engagés dans le championnat. |
| SC Bad Neuenahr Bayer Leverkusen Bayern Munich FCR Duisbourg SG Essen-Schönebeck FFC Francfort SC Fribourg Hambourg SV FF USV Iéna FC Lokomotive Leipzig FFC Turbine Potsdam VfL Wolfsbourg                                                           |

## Participants
Ce tableau présente les douze équipes qualifiées pour disputer le championnat 2011-2012. On y trouve le nom des clubs, la date de création du club, l'année de la dernière montée au sein de l'élite, leur classement de la saison précédente, le nom des stades ainsi que la capacité de ces derniers.
Légende des couleurs
- Qualifié pour la phase finale de la Ligue des champions 2011-2012.
- Promu de 2. Frauen-Bundesliga.

| Nom du club           | Date de création | Dernière montée | Cls 2011 | Stade                      | Capacité | Nb T. |
| --------------------- | ---------------- | --------------- | -------- | -------------------------- | -------- | ----- |
| FFC Turbine Potsdam   | 1971             | 1994            | 1        | Karl-Liebknecht-Stadion    | 10 499   | 5     |
| FFC Francfort         | 1973             | 1990            | 2        | Stadion am Brentanobad     | 5 200    | 7     |
| FCR Duisbourg         | 1977             | 1993            | 3        | PCC-Stadion                | 3 000    | 1     |
| Hambourg SV           | 1970             | 2003            | 4        | Wolfgang-Meyer-Sportanlage | 2 018    | /     |
| Bayern Munich         | 1970             | 2000            | 5        | Sportpark Aschheim         | 3 000    | 1     |
| SC Bad Neuenahr       | 1907             | 1997            | 6        | Apollinarisstadion         | 4 580    | 1     |
| VfL Wolfsbourg        | 1973             | 2006            | 7        | VfL-Stadion am Elsterweg   | 17 600   | /     |
| Bayer Leverkusen      | 2008             | 2010            | 8        | Ulrich-Haberland-Stadion   | 3 200    | /     |
| SG Essen-Schönebeck   | 2000             | 2004            | 9        | Stadion Essen              | 20 650   | /     |
| FF USV Iéna           | -                | 2008            | 10       | Ernst-Abbe-Sportfeld       | 12 630   | /     |
| SC Fribourg           | 1975             | 2011            | 2.FB     | Möslestadion               | 18 000   | /     |
| FC Lokomotive Leipzig | -                | 2011            | 2.FB     | Stade inconnu              | -        | /     |

## Compétition

### Classement
Le classement est calculé avec le barème de points suivant : une victoire vaut trois points, le match nul un et la défaite zéro.
Les critères utilisés pour départager en cas d'égalité au classement sont les suivants :
1. différence entre les buts marqués et les buts concédés sur la totalité des matchs joués dans le championnat ;
2. plus grand nombre de buts marqués sur la totalité des matchs joués dans le championnat.

| Rang | Équipe                  | Pts | J  | G  | N | P  | Bp | Bc | Diff |
| ---- | ----------------------- | --- | -- | -- | - | -- | -- | -- | ---- |
| 1    | FFC Turbine Potsdam T   | 56  | 22 | 18 | 2 | 2  | 63 | 10 | +53  |
| 2    | VfL Wolfsbourg          | 53  | 22 | 17 | 2 | 3  | 62 | 18 | +44  |
| 3    | FFC Francfort           | 46  | 22 | 15 | 1 | 6  | 58 | 17 | +41  |
| 4    | FCR Duisbourg           | 45  | 22 | 14 | 3 | 5  | 53 | 24 | +29  |
| 5    | SG Essen-Schönebeck     | 31  | 22 | 9  | 4 | 9  | 30 | 28 | +2   |
| 6    | Bayern Munich C         | 28  | 22 | 8  | 4 | 10 | 29 | 38 | -9   |
| 7    | SC Bad Neuenahr         | 26  | 22 | 7  | 5 | 10 | 26 | 22 | +4   |
| 8    | SC Fribourg P           | 23  | 22 | 6  | 5 | 11 | 22 | 43 | -21  |
| 9    | Hambourg SV             | 22  | 22 | 5  | 7 | 10 | 23 | 40 | -17  |
| 10   | FF USV Iéna             | 18  | 22 | 5  | 3 | 14 | 16 | 46 | -30  |
| 11   | Bayer Leverkusen        | 15  | 22 | 4  | 3 | 15 | 22 | 55 | -33  |
| 12   | FC Lokomotive Leipzig P | 13  | 22 | 4  | 1 | 17 | 16 | 79 | -63  |

| Légende : | Légende : |
| --------- | --- |
|           | Qualifié pour la Ligue des champions 2012-2013 (Seizièmes de finale). |
|           | Relégué en 2. Frauen-Bundesliga. |
|           | Rétrogradation administrative. |
|           | T Tenant du titre. P Promu de 2. Frauen-Bundesliga. C Vainqueur de la DFB-Pokal Frauen 2011-2012. Pts points ; G victoires ; N match nuls ; P défaites Bp buts marqués ; Bc buts encaissés ; Diff différence de buts |

### Résultats
| Résultats (▼dom., ►ext.)                                   | Bad | ByL | ByM | Dui | Ess | Fra | Fri | Ham | Ién | Lei | Tur | Wol |
| SC Bad Neuenahr                                            |     | 0-0 | 0-1 | 2-0 | 2-3 | 1-3 | 2-2 | 1-0 | 0-1 | 5-0 | 0-2 | 1-3 |
| Bayer Leverkusen                                           | 0-3 |     | 1-3 | 0-1 | 0-2 | 0-5 | 1-5 | 2-2 | 3-2 | 2-3 | 0-3 | 1-2 |
| Bayern Munich                                              | 0-3 | 3-0 |     | 2-0 | 1-0 | 1-2 | 3-0 | 4-1 | 1-1 | 1-2 | 0-4 | 0-3 |
| FCR Duisbourg                                              | 2-0 | 4-1 | 3-1 |     | 4-0 | 1-1 | 2-2 | 3-1 | 3-0 | 2-1 | 0-2 | 3-0 |
| SG Essen-Schönebeck                                        | 0-2 | 4-0 | 1-0 | 1-1 |     | 0-3 | 0-2 | 1-1 | 1-0 | 4-0 | 1-0 | 1-1 |
| FFC Francfort                                              | 2-0 | 4-1 | 7-1 | 5-3 | 3-0 |     | 7-0 | 0-1 | 3-0 | 4-0 | 0-2 | 0-1 |
| SC Fribourg                                                | 0-0 | 0-1 | 3-1 | 0-6 | 0-3 | 1-0 |     | 2-3 | 0-0 | 3-0 | 0-2 | 0-3 |
| Hambourg SV                                                | 0-4 | 0-2 | 1-1 | 0-2 | 1-1 | 0-2 | 1-1 |     | 1-1 | 2-0 | 1-1 | 1-3 |
| FF USV Iéna                                                | 1-0 | 2-1 | 1-3 | 0-3 | 2-1 | 0-2 | 3-0 | 0-1 |     | 0-1 | 0-7 | 0-3 |
| FC Lokomotive Leipzig                                      | 0-2 | 1-4 | 2-2 | 1-6 | 0-4 | 0-4 | 0-1 | 0-3 | 2-1 |     | 0-7 | 2-9 |
| FFC Turbine Potsdam                                        | 1-0 | 1-1 | 3-0 | 2-3 | 3-2 | 3-1 | 2-0 | 4-0 | 3-1 | 8-0 |     | 1-0 |
| VfL Wolfsbourg                                             | 1-1 | 5-1 | 3-0 | 2-1 | 2-0 | 1-0 | 3-0 | 5-2 | 7-0 | 5-1 | 0-2 |     |
| - Victoire à domicile - Match nul - Victoire à l'extérieur |     |     |     |     |     |     |     |     |     |     |     |     |

## Bilan de la saison
| Championnat d'Allemagne féminin de football 2011-2012 |                                |
| Champion                                              | FFC Turbine Potsdam (6e titre) |
| Dauphin                                               | VfL Wolfsbourg                 |
| Coupes et trophées                                    |                                |
| Vainqueur DFB-Pokal Frauen 2011-2012                  | Bayern Munich                  |
| Qualifications continentales                          |                                |
| Ligue des champions 2012-2013                         | FFC Turbine Potsdam            |
| Ligue des champions 2012-2013                         | VfL Wolfsbourg                 |
| Promotions et relégations                             |                                |
| Promus en Frauen-Bundesliga                           | FSV Gütersloh                  |
| Promus en Frauen-Bundesliga                           | VfL Sindelfingen               |
| Relégués en 2. Frauen-Bundesliga                      | Hambourg SV                    |
| Relégués en 2. Frauen-Bundesliga                      | FC Lokomotive Leipzig          |

## Statistiques
| Cls | Joueuse                | Club                | Buts |
| --- | ---------------------- | ------------------- | ---- |
| 1   | Genoveva Añonma        | FFC Turbine Potsdam | 22   |
| 2   | Conny Pohlers          | VfL Wolfsbourg      | 19   |
| 3   | Yūki Ōgimi             | FFC Turbine Potsdam | 13   |
| 4   | Célia Okoyino da Mbabi | SC Bad Neuenahr     | 11   |
| 4   | Nadine Keßler          | VfL Wolfsbourg      | 11   |
| 6   | Kerstin Garefrekes     | FFC Francfort       | 10   |
| 6   | Mandy Islacker         | FCR Duisbourg       | 10   |
| 8   | Zsanett Jakabfi        | VfL Wolfsbourg      | 9    |
| 8   | Sandra Smisek          | FFC Francfort       | 9    |
| 10  | Simone Laudehr         | FCR Duisbourg       | 8    |
| 10  | Martina Müller         | VfL Wolfsbourg      | 8    |
| 10  | Ana-Maria Crnogorčević | FFC Francfort       | 8    |